# Bateau Lavoir + Archie Shepp
Bateau Lavoir + Archie Shepp – koncertowy album muzyczny nagrany przez grupę eksperymentujących muzyków belgijskich Bateau Lavoir i jazzowego saksofonistę amerykańskiego Archie Sheppa, jedną z bardziej znanych postaci free jazzu.

## O albumie
Markus Hansen, który współdziała z Bateau tworząc video instalacje, poznał Sheppa  podczas realizacji filmu o awangardzie muzycznej. Skontaktował muzyków Bateau Lavoir i Sheppa, co doprowadziło do wspólnych występów na terenie Belgii.
Na płytę wybrano nagrania z materiału zarejestrowanego podczas dwóch koncertów muzyki improwizowanej, które odbyły się na terenie Belgii: 27 kwietnia 2002 w Monty Theatre, w Antwerpii oraz 30 kwietnia w Zaal (KC) Belgie w Hasselt. CD wydany został nakładem Bateau Lavoir w końcu 2003.

## Muzycy
Bateau Lavoir:
- Giles Thomas – gitara preparowana
- Patries Wichers – śpiew, mixer, sample, turntable
- Thomas Campaert – perkusja, sequencer
- Susie Jae – komputer (laptop)
- Markus Hansen – video

oraz
- Archie Shepp – saksofon tenorowy, saksofon sopranowy, śpiew

## Lista utworów
| 1.  | "Mipchunks"                           | 1:50  |
|     |                                       |       |
| 2.  | "Three Miles From Home"               | 5:01  |
|     |                                       |       |
| 3.  | "Mobile"                              | 1:21  |
|     |                                       |       |
| 4.  | "Some Neck"                           | 2:47  |
|     |                                       |       |
| 5.  | "Better Late Than Never"              | 3:57  |
|     |                                       |       |
| 6.  | "Fishing Gone"                        | 2:51  |
|     |                                       |       |
| 7.  | "Three Miles From Home #2"            | 5:38  |
|     |                                       |       |
| 8.  | "Tch-Tch-Tch"                         | 0:19  |
|     |                                       |       |
| 9.  | "Celui Qui Peur"                      | 2:57  |
|     |                                       |       |
| 10. | "There Ain't Nobody Here But Us ...." | 3:17  |
|     |                                       |       |
| 11. | "Funky Mama"                          | 7:52  |
|     |                                       |       |
| 12. | "Pas A La Maison"                     | 2:00  |
|     |                                       |       |
| 13. | "Tap Dancing Termites"                | 4:15  |
|     |                                       |       |
| 14. | "Babbelen"                            | 1:16  |
|     |                                       |       |
| 15. | "More Neck"                           | 2:32  |
|     |                                       |       |
| 16. | "Swell"                               | 2:00  |
|     |                                       |       |
| 17. | "Airport"                             | 5:22  |
|     |                                       |       |
|     |                                       | 55:15 |
|     |                                       |       |

## Informacje uzupełniające
- Producent, autor projektu okładki – Giles Thomas
- Grafika – Thomas Campaert
- Inżynier dźwięku – Johan Vandermaelen, Koen Vandenhoudt
- Łączny czas nagrań – 55:13